# The Blue Cafe
Albums de Chris Rea
La passione
(1996) The Road to Hell: Part 2
(1999)
The Blue Cafe est un album de l'auteur-compositeur-interprète anglais de rock Chris Rea, sorti en 1998.

## Titres
Toutes les chansons sont écrites et composées par Chris Rea.
| No  | Titre                       | Durée |
| --- | --------------------------- | ----- |
| 1.  | Square Peg, Round Hole      | 3:58  |
| 2.  | Miss Your Kiss              | 4:05  |
| 3.  | Shadows of the Big Man      | 4:49  |
| 4.  | Where Do We Go from Here?   | 4:32  |
| 5.  | Since I Found You           | 4:37  |
| 6.  | Thinking of You             | 3:31  |
| 7.  | As Long as I Have Your Love | 4:44  |
| 8.  | Anyone Quite Like You       | 4:49  |
| 9.  | Sweet Summer Day            | 4:45  |
| 10. | Stick by You                | 4:05  |
| 11. | I'm Still Holding On        | 4:55  |
| 12. | The Blue Cafe               | 4:49  |

## Musiciens
- Chris Rea - chant, guitare
- Max Middleton - claviers
- Tommy Willis - guitare
- Martin Ditcham - batterie, percussions